# Gilson Amado
Gilson Amado (Itaporanga d'Ajuda, 1908 – Rio de Janeiro, 26 de novembro de 1979) foi um educador, escritor, jornalista, radialista e advogado brasileiro. Destacou-se por ser um dos pioneiros em usar a televisão e o rádio como instrumento pedagógico com fins educativos de âmbito nacional no Brasil; também participou da criação do Centro Brasileiro de TV Educativa.

## Biografia
Pertencente a uma família de intelectuais e diplomatas, sua família produziu uma série de escritores e políticos, entre os quais seus irmãos Genolino, Gildásio, Gileno e Gilberto e seus primos James e Jorge Amado.
Casou com a educadora Henriete de Hollanda Amado com quem teve a atriz Camila Amado.
Ingressou na antiga Faculdade Nacional de Direito do bairro do Catete, no Rio de Janeiro. Passou por diferentes ministérios: Justiça, Viação, Trabalho, Indústria e Comércio e Educação, no último atuou no gabinete de Gustavo Capanema, então ministro da Educação.

### No rádio
Após administrar diversos departamentos públicos, na década de 1950, no Rio de Janeiro, foi diretor da Rádio Mayrink Veiga, na qual fazia comentários sobre a política internacional e nacional; mais tarde passou a apresentar o programa Mesas-redondas de Gilson Amado, mesa-redonda de debates com assuntos de interesse público, formato de programa este que posteriormente levaria para a televisão. Na Radio Mayrink Veiga trabalharia por cerca de 25 anos.

### Na TV
Em 1962, devido a sua amizade com Rubens Berardo dono da emissora, conquistou o horário das 22h30, na TV Continental do Rio de Janeiro, para apresentar suas mesas redondas onde lançou a ideia da Universidade de Cultura Popular, idealizando uma TV Educativa no país. Gilson tornou-se o principal nome da TV Continental. Nela, até 1970 dirigiu programas educativos e apresentou seu programa de entrevistas, alguns com personalidades políticas e culturais tais como Juscelino Kubitschek, Carlos Drummond de Andrade, Manuel Bandeira, Cecília Meireles, Paulo Mendes Campos, Rubem Braga e Augusto Frederico Schmidt. Com o fim da emissora criou o chamado Universidade no Ar, uma experiência em tele-educação.

### A TV Educativa
Em 1967 Gilson foi eleito o primeiro presidente da Fundação Centro Brasileiro de TV Educativa e exerceu esta presidência até sua morte, em 1979. De início, um pequeno estúdio em um prédio no bairro de Copacabana produzia os programas educativos que seriam veiculados para redes de televisão comerciais. Na época a TVE não tinha emissora própria, mas a lei garantia a exibição da programação educativa nas redes comerciais do país. Nas emissoras existia o cumprimento da lei, porém em horários insólitos, geralmente abrindo a programação diária pelas manhãs.
Através do Ministério da Educação, Gilson Amado conseguiu a verba para adquirir no Rio de Janeiro um enorme teatro, o onde antes funcionava o Teatro República, na Avenida Gomes Freire, no bairro da Lapa e os equipamentos para a instalação da TV foram adquiridos, em 1972, na Fundação Konrad Adenauer, na Alemanha.
Em 1973, a TV Educativa levava ao ar "João da Silva", uma telenovela instrutiva, que misturava teledramaturgia com curso supletivo de primeiro grau (hoje ensino fundamental) exibida simultaneamente pela TV Rio, TV Tupi, TV Cultura, pela TVE Brasil e pela Rede Globo. Tendo 100 capítulos, foi criada por Gilson Amado, Jairo Bezerra e Jamil El-Jaick, teve o roteiro de Lourival Marques, coordenação pedagógica de Jairo Bezerra, foi dirigida por Jacy Campos, supervisionada por Gilson Amado e produzida por Fernando Pamplona. A telenovela foi reconhecida, ganhando o Prêmio Japão, o maior troféu internacional de radiodifusão educativa. No projeto criado por Gílson Amado, o telespectador também era aluno e podia até estudar através de apostilas. O Curso foi precursor dos Telecursos de 1° e 2° graus, hoje Telecurso.
No Rio de Janeiro, a TV Educativa (TVE) iniciaria seus trabalhos próprios e ganharia a concessão do canal 2, que pertencera à TV Excelsior nos anos 60. Em 1975 a TVE fez a 1ª transmissão experimental através de seu próprio canal e em 1977 passou a funcionar em caráter definitivo.

### Morte
Em 26 de novembro de 1979, no Rio de Janeiro, enquanto jantava no Restaurante Monte Carlo, no bairro de Copacabana, sentiu-se mal. Foi encaminhado ao Instituto Brasileiro de Cardiologia, no bairro de Ipanema, onde já chegou morto. No dia 27 de novembro de 1979 foi sepultado no Cemitério de São João Batista.

### Prêmios e homenagens
Em 1974 foi eleito O Homem de Televisão do Ano através de um juri formado por jornalistas.
Em 1981 a emissora TVE foi renomeada como Centro Brasileiro de TV Educativa Gilson Amado, em homenagem ao seu fundador e diretor.